# Partito Rivoluzionario Popolare del Vietnam
Il Partito Rivoluzionario Popolare del Vietnam  (in vietnamita Đảng Nhân dân Cách mạng Việt Nam) è stato un partito politico fondato nel Vietnam del Sud nel 1962. Il partito provvedeva a supportare l'insurrezione dei Viet Cong. Nel 1976, il partito si fuse con il Partito dei Lavoratori del Vietnam per formare l'attuale Partito Comunista del Vietnam.
il PRP era stato fondato il 1º gennaio 1962. L sua fondazione fu annunciata pubblicamente da Radio Hanoi il 18 gennaio 1962. Gli obbiettivi annunciati dallo statuto del partito erano quelli di combattere l'Imperialismo, Il Feudalesimo e il Colonialismo. Il PRP non era esplicitamente un partito comunista, ma secondo l'annuncio di Radio Hanoi del 18 gennaio del 1962, rappresentava i marxisti-leninisti nel Vietnam del Sud. Il partito era guidato da un comitato centrale, di solito indicato con il nome di Ufficio centrale per il Vietnam del Sud (COSVN). L'organizzazione più piccola del partito era la cellula 1-7 costituita a chi bo, l'organizzazione cittadina del partito. Il partito rivoluzionario popolare era la forza trainante del Fronte di Liberazione Nazionale del Vietnam del Sud (Viet Cong). Entrambi i livelli locali e nazionali del comitato del PRP guidavano le operazioni del Fronte di Liberazione Nazionale. Nel comitato centrale vi erano tre responsabilità primarie, il commissario militare (che coordinava la relazioni con l'Esercito popolare vietnamita), l'amministrazione generale e di controllo del FNL. Võ Chí Công era il presidente del partito.